# الألعاب العالمية

شعار الألعاب العالمية.

دورة الألعاب العالمية (بالإنجليزية:World Games) هي حدث دولي متعدد الرياضات، يحوي على أنشطة، أو تخصصات أو أحداث رياضية لم يتم التنافس عليها في دورة الألعاب الاولمبية. يتم تنظيم دورة الألعاب العالمية من قبل الجمعية الدولية للألعاب العالمية، وهي جهه معترف بها من قبل اللجنة الأولمبية الدولية. تقام الألعاب العالمية كل أربع سنوات، وتحديدا بعد كل سنة من دورة الألعاب الأولمبية الصيفية. سيتم عقد دورة الألعاب العالمية القادمة في مدينة فروتسواف في بولندا في يوليو 2017.

## النسخ
| السنة | الموقع      | الدولة المستضيفة | الرياضيون | الدول | الرياضات الرسمية | الرياضات المضافة |
| ----- | ----------- | ---------------- | --------- | ----- | ---------------- | ---------------- |
| 1981  | سانتا كلارا | الولايات المتحدة | 1745      | 58    | 15               | 1                |
| 1985  | لندن        | المملكة المتحدة  | 1227      | 57    | 20               | 1                |
| 1989  | كارلسروه    | ألمانيا الغربية  | 1206      | 50    | 17               | 2                |
| 1993  | لاهاي       | هولندا           | 2264      | 72    | 22               | 4                |
| 1997  | لاهتي       | فنلندا           | 1379      | 73    | 22               | 6                |
| 2001  | أكيتا       | اليابان          | 1968      | 93    | 22               | 5                |
| 2005  | دويسبورغ    | ألمانيا          | 2464      | 93    | 27               | 6                |
| 2009  | كاوهسيونغ   | تايبيه الصينية1  | 2536      | 84    | 26               | 5                |
| 2013  | كالي        | كولومبيا         | 2982      | 103   | 26               | 5                |
| 2017  | فروتسواف    | بولندا           |           |       |                  |                  |
| 2021  | برمنغهام    | الولايات المتحدة |           |       |                  |                  |

1 جمهورية الصين، المعروفه باسم تايوان، بسبب العلاقات المعقدة مع جمهورية الشعبية، أصبحت معترف بها باسم تايبيه الصينية من قبل الجمعية الدولية للألعاب العالمية وغالبية المنظمات الدولية.

## جدول الميداليات
الترتيب حسب مجموع الميداليات:
| الترتيب | منتخب            | ذهبية | فضية | برونزية | المجموع |
| ------- | ---------------- | ----- | ---- | ------- | ------- |
| 1       | إيطاليا          | 137   | 130  | 127     | 394     |
| 2       | الولايات المتحدة | 135   | 120  | 104     | 359     |
| 3       | ألمانيا          | 119   | 101  | 124     | 344     |
| 4       | فرنسا            | 87    | 88   | 90      | 265     |
| 5       | روسيا            | 108   | 90   | 58      | 256     |
| 6       | المملكة المتحدة  | 57    | 57   | 85      | 199     |
| 7       | الصين            | 60    | 48   | 22      | 130     |
| 8       | هولندا           | 38    | 40   | 48      | 126     |
| 9       | اليابان          | 46    | 32   | 46      | 124     |
| 10      | السويد           | 37    | 35   | 46      | 118     |

1. ↑  الاتحاد السوفياتي، حصد على 36 ميدالية في عام 1989، وتحسب هذه على لوحدها من دون احتساب ميداليات روسيا. وهذه الميداليات كانت قد حصدت من الاتحاد السوفيتي قبل ان ينفصل إلى دولة تشيكوسلوفاكيا (التي تكونت من جمهورية التشيك وسلوفينيا) ودولة يوغوسلافيا (التي تكونت من من صربيا والجبل الأسود).
2. 1 2  فاز بلقب بطولة زوجي مختلط لرياضة تنس الريشة 1981 لاعبين ولقد كانا من السويد وبريطانيا العظمى.  تحسب هذه الميدالية الذهبية للبلدين.